# Delfín Álvarez
Delfín Álvarez Yáñez (La Vega, 14 de septiembre de 1936-Madrid, 29 de agosto de 2015) fue un futbolista y entrenador de fútbol gallego.
Jugaba de centrocampista. Dirigió al Racing Club de Ferrol en Segunda División B en la temporada 1980-81, y al Real Club Celta de Vigo, en Primera División en la temporada 1989-90.

## Carrera como jugador
Nacido en La Vega, provincia de Orense, Galicia, Álvarez debutó en la categoría absoluta en el club venezolano Banco Obrero Fútbol Club, tras mudarse al país a los 15 años. En 1956 fichó por el Real Madrid C.F., siendo cedido al equipo filial AD Plus Ultra; debutó profesionalmente el 15 de septiembre de 1957, en una derrota a domicilio de la Segunda División de España 1-3 ante el Real Betis.
En 1960, Álvarez fichó por el Granada CF, debutando en la competición el 11 de septiembre en una derrota por 0-1 ante la Real Sociedad de Fútbol. Marcó su primer gol como profesional el 23 de abril de 1961, anotando el segundo de su equipo en una goleada 5-1 en casa del Racing de Santander.
Después de sufrir el descenso, Álvarez pasó al Real Murcia en el segundo nivel en 1962, y logró el ascenso de nuevo al nivel superior en primera intentar.  Abandonó la Región de Murcia en 1965, tras sufrir otra baja.
Al poco tiempo de marcharse de Murcia Álvarez se incorporó al RCD Espanyol también en la categoría principal, pero abandonó el club en 1966. Posteriormente representó al Pontevedra CF antes de retirarse a los 31 años, en 1968.

## Carrera como entrenador
Álvarez comenzó su carrera como técnico en clubes inferiores de su región natal, pasó por el CD Guadalajara, devolviendo al lateral a Tercera División de España al primer intento.  Posteriormente fichó por el CD Logroñés en 1983, logrando el ascenso a la segunda categoría en su primera temporada y casi repitiendo la hazaña en la segunda.
Álvarez fue nombrado posteriormente al frente de los clubes de segunda división Elche CF, Racing de Santander y UD Alzira en las siguientes campañas, sufriendo el descenso con este último.  En diciembre de 1989 fue nombrado entrenador del club de primer nivel Celta de Vigo, ganando solo un partido de 12 antes de ser despedido.
Tras sucesivas etapas en el CD Ourense y el Xerez CD, Álvarez fue designado al frente del CA Marbella en abril de 1995, y sólo duró tres partidos (todas derrotas).  Tras otra breve etapa en Elche (dos partidos) y una segunda etapa en Guadalajara, fue nombrado técnico del Pontevedra en octubre de 1999.
Tras dimitir en julio de 2000, Álvarez volvió a los Granotes el 16 de octubre de ese año. Dimitió en enero de 2001, y posteriormente se retiró del fútbol por una lesión recurrente.

## Muerte
El 29 de agosto de 2015, Álvarez falleció a causa de una larga enfermedad, a los 79 años.

## Clubes

### Como jugador
| Club            | País      | Año       |
| --------------- | --------- | --------- |
| Banco Obrero FC | Venezuela | 1954-1956 |
| AD Plus Ultra   | España    | 1956-1960 |
| Granada CF      | España    | 1960-1962 |
| Real Murcia CF  | España    | 1961-1965 |
| RCD Espanyol    | España    | 1965-1966 |
| Pontevedra CF   | España    | 1966-1968 |

### Como entrenador
| Club                | País   | Año       |
| ------------------- | ------ | --------- |
| CD Guadalajara      | España | 1976-1977 |
| CD Ourense          | España | 1977-1979 |
| CD Badajoz          | España | 1979-1980 |
| Racing de Ferrol    | España | 1980-1981 |
| CD Logroñés         | España | 1982-1986 |
| Elche CF            | España | 1986-1987 |
| Racing de Santander | España | 1987-1988 |
| UD Alzira           | España | 1989      |
| Celta de Vigo       | España | 1989-1990 |
| CD Ourense          | España | 1990-1991 |
| Xerez CD            | España | 1991-1994 |
| CA Marbella         | España | 1995      |
| Elche CF            | España | 1998      |
| CD Guadalajara      | España | 1998-1999 |
| Pontevedra CF       | España | 1999-2000 |